# Zoltán Jekelfalussy

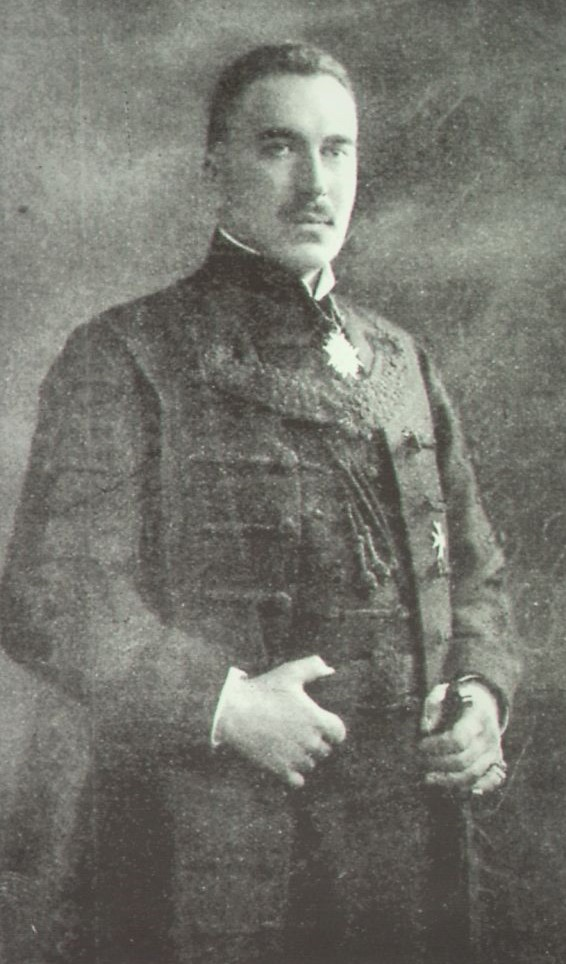
Zoltán Jekelfalussy, 1921

Zoltán Jekelfalussy von Jekel- und Margitfalva (* 4. Juni 1862 in Variháza, Königreich Ungarn; † 1945) war ein ungarischer Politiker und Gouverneur von Fiume.

## Leben
Nach Studium der Rechts- und Staatswissenschaften in Wien und Budapest begann Jekelfalussy seine Beamtenlaufbahn als Vizenotar im k.u. Landwirtschaftsministerium. Wenig später wurde er Assessor im k.u. Finanzministerium und hiernach Sektionsrat im k.u. Innenministerium. Nach Ausbruch des Weltkrieges wurde Jekelfalussy mit der Führung der für den Krieg zuständigen Sektion des Innenministeriums betraut und wurde für seine Verdienste mit dem Leopold-Orden ausgezeichnet. Nach dem Tode König Franz Joseph I. 1916 ernannte ihn Ministerpräsident István Tisza zum Präsidenten der für die Krönung Karl IV. zum König von Ungarn zuständigen Krönungskommission. Von Ende Juli 1917 bis Ende Oktober 1918 war Jekelfalussy als Nachfolger von István Wickenburg letzter Gouverneur der an der Adria gelegenen Stadt Fiume mit Gebiet, die Ungarn 1920 durch den Vertrag von Trianon verlor. 1927 wurde er von Reichsverweser Miklós Horthy zum Mitglied des Oberhauses (felsőház) im Parlament auf Lebenszeit ernannt.